# Сенявский, Александр
Александр Сенявский (пол. Aleksander Sieniawski z Sieniawy; ок. 1490 — зима/весна 1568) — польский военный и государственный деятель. Стольник львовский (1543), стражник подольский (1543), подкоморий галицкий (1548), стражник польный коронный (1543),

## Биография
Представитель польского дворянского рода Сенявских герба «Лелива». Сын галицкого хорунжего Рафала из Сенявы и его жены (имя неизвестно). Ротмистр кавалерии обороны поточной (предполагают при содействии брата Николая).
Смолоду участвовал вместе с братьями в столкновениях с крымскими татарами в Галиции, на Подолье; также, под Вишневцем 1512 года, в обороне Теребовли 1516 года, в 1524 году отражал нападение турок на Рогатин (защиту оборонительного костела города). По Мартину Кромеру, вместе с братьями имел победы над татарами под Каменцем-Подольским, Верещатинцами, Подгайцами, Меджибожем. Служил при дворе Яна Амора Тарновского в городе Тарнув. В реестрах 1526—1528 годов записан как товарищ с 8-конной свитой гусар в хоругви старшего брата Николая. Участвовал в походе брата под Очаковом летом 1529 года, в ноябре 1529 года упомянут с 10-конной свитой в текущей обороне.
23 июня 1531 года Александр Сенявский получил письмо на сбор существующей 100-конной хоругви всадников, составленной в основном из воинов Русского воеводства. Под его командой в качестве ротмистра было 24 лошади. Участвовал в Обертинской кампании Яна Амора Тарновского. В рогатинском лагере легко согласился в состав отдела кавалерии писаря польного коронного Збигнева Слупецкого, который по приказу гетмана должен был освободить Покутье от молдавских отрядов. Оставив хоругвь, присоединился к брату Николаю, 3-5 августа с ним занял Тлумач, Тисменицу, Заболотов, Отинию. 5 августа Ян Амор Тарновский за награды в боях представил его королю для награждения. Под Обертыном вернулся в свою хоругвь, которая в составе главной армии отправилась 16 августа в отпор Гвоздца. В битве у города сражался в передовой страже Януша Свенцицкого. В битве под Обертыном 22 августа со своей хоругвью занимал позицию перед передними воротами лагеря в составе главного гуфа кавалерии Николая Искшицкого.
С октября 1531 года командовал 100-конной хоругвью. Почет ротмистра составлял 21, затем 12, 17 лошадей. В 1535 году под командованием Яна Амора Тарновского участвовал в Великим княжеством Московским. В 1536 году служил в обороне текущей со 130-конной хоругвью. На переписи в Городке Ягайлонском в апреле 1537 года имел 120-конную хоругвь. В ноябре 1537 года под командованием брата Николая участвовал в походе на Молдавию, во время которой сожгли Черновцы и Ботошани. Участвовал в проигранном сражении над Серетом 1 февраля 1538 года, его хоругвь разбили. В августе принял участие с 200-конной хоругвью в осаде Хотина. В 1539 году принимал участие в текущей обороне со 150-конной хоругвью. В июле 1540 года на переписи в Рогатине имел 100-конную хоругвь, 27 апреля 1542 года — 100-конную хоругвь, под Брацлавом 22 сентября 1560-конную, 16 июля 1543 года под Меджибожем 100-конную хоругвь. Участвовал летом 1542 года в погоне брата Николая за татарами в Лебедин, в сентябре ассистировал пограничной польско-турецкой комиссии, которая должна была собраться в Тягини. Весной 1543 года участвовал в схватке с белгородскими татарами на Подолье. Основное бремя битв имел Бернард Претвич, поэтому 14 апреля 1543 года на краковском сейме стал стражником полевым коронным. С 29 марта по 14 апреля получил должность стольника львовского.
В апреле-мае 1549 года участвовал в комиссии по разграничению имений короля, которые держали люблинский воевода А. Тенчинский и Клодницкие, от помещиков галицкого хорунжего Станислава Гербурта из Фельштына во Львовском поветее. Во время нападения крымского «царевича» Имин-Солтана на Подолье в сентябре 1549 года вместе с Мацеем Влодеком защищал линию Верхнего Бога. 12 октября 1549 года, 5 октября 1550 года в Летичеве на переписях имел 100-конную хоругвь. В 1550 году с братом Прокопом, Яном Гербуртом, князем Михаилом Вишневецким отразил у татар ясырь и награбленное. 28 июня 1551 года на подписи под Львовом имел 200-конную хоругвь, которая участвовала в вооруженной защите восстановления разрушенного татарами Брацлава. На подписи в Ярмолинцах в сентябре — 200-конная хоругвь. Упомянут как свидетель в вассального акта молдавского хозяина Александра Лопушняна в Бакоте 5 сентября 1551 года; входил в группу Мацея Влодека, которая внедрила нового господаря в Сучаву. На переписи в Теребовле 18 мая 1553 года 100-конная хоругвь, в 1554 году получил письмо на сбор 130-конной, ибо получил выплаченные средства. В июле 1555 года служил у прусского герцога Альбрехта Гогенцоллерна. 3 августа 1557 года на переписи в Теребовле 130-конная хоругвь, 16 мая 1558 года — 150-конная хоругвь. Летом 1559 года имел стычки с турками и татарами под Зиньковом (Подолье; потерял 20 лошадей). Прервал военную службу до 1563 года. Под его командой служили Якуб Бодзановский, Кшиштоф Кремпский.
Умер зимой или весной 1568 года (акты в мае 1568 года указывают, что умер). Был похоронен в доминиканском костеле Тела Божьего во Львове.

## Собственность
- После разделения наследства 23 декабря 1529 года с братьями, получил совместно с Прокопом родовую Сеняву с 5 селами (Горошана, Ходорковцы, Рудки, Малковцы, Палюхов) во Львовской земле, село Луку в Галицкой земле. Был «доживотным» державцем королевщин во Львовском и Галицком уездах, предоставленных отцу.
- Король Сигизмунд I Старый после битвы под Обертыном (22 августа 1531 г.) предоставил ему деревню Балин, которую он превратил в город[3].
- В марте 1543 года выкупил у Николая Монастырского город и королевский замок Червоногород (Красный) с несколькими селами.
- В марте 1554 года получил на вечные времена Любчу и Жабокруки. Дарение села и поместий Довпотов (Галицкий повет, 1547) было отменено в 1563 году во время ревизии.
- 14 февраля 1557 года король дал согласие на выкуп войтовства в Снятыне с имениями в Микулинцах (в 1564 году мало 5 деревень) из рук Петра Юсковского, села Залавье (Теребовельский повет) от Венглинских. В 1566 году имел иски от галицкой шляхты через село Довге (разбирательство во Львовском городском суде). В июне 1567 года Венглинский подал иск из-за вооруженного нападения на него со стороны А. Сенявского. В 1567 году Александр Сенявский был комиссаром королевским ревизии Стрыйского староства, которое должна была перевести София Тарновская (жена князя-магната Константина Константиновича Острожского) своему кузену Николаю[4].

## Семья
Был женат на Катажине (фамилия неизвестна, жила в 1573 году.). Дети:
- София — жена Яна Олесницкого
- Анна — жена сандецкого каштеляна Станислава Стадницкого[4].